# Mops trevori
Mops trevori (Allen, 1917) è un pipistrello della famiglia dei Molossidi diffuso nell'Africa subsahariana.

## Descrizione

### Dimensioni
Pipistrello di medie dimensioni, con la lunghezza totale tra 121 e 130 mm, la lunghezza dell'avambraccio tra 51 e 55 mm, la lunghezza della coda tra 34 e 44 mm, la lunghezza del piede tra 11 e 15 mm, la lunghezza delle orecchie tra 18 e 25 mm e un peso fino a 46 g.

### Aspetto
La pelliccia è corta e liscia, la nuca è priva di peli. Le parti dorsali sono bruno-grigiastre o bruno-giallastre, mentre le parti ventrali sono bruno-grigiastre chiare, grigio-rosate chiare o bruno-giallastre chiare, più scure lungo i fianchi. È presente una fase arancione. Il muso non è estremamente appiattito, il labbro superiore ha 8-9 pieghe ben distinte e ricoperto di corte setole. Le orecchie sono marroni scure, relativamente grandi, unite anteriormente da una membrana a forma di V che si estende in avanti fino a formare una sacca con l'apertura anteriore e con un ciuffo di peli marroni scuri nella parte posteriore.  Il trago è molto piccolo e nascosto dietro l'antitrago, il quale è grande e trapezoidale. Le membrane alari sono marroni scure e semi-trasparenti. La coda è lunga, tozza e si estende per più della metà oltre l'uropatagio.

## Biologia

### Alimentazione
Si nutre di insetti, in particolare coleotteri.

### Riproduzione
Una femmina gravida con un embrione è stata catturata a fine settembre.

## Distribuzione e habitat
Questa specie è diffusa nella Guinea meridionale, Costa d'Avorio orientale, Ghana, Nigeria sud-occidentale, Repubblica Centrafricana, Repubblica Democratica del Congo nord-orientale, Sudan del Sud meridionale e Uganda.
Vive nelle savane alberate lungo i margini forestali, in prossimità di specchi e corsi d'acqua.

## Conservazione
La IUCN Red List, nonostante sia stato catturato in un areale abbastanza vasto, ci sono poche informazioni circa le eventuali minacce e i requisiti ambientali, classifica M.trevori come specie con dati insufficienti (DD).